# Medaliści mistrzostw świata w biathlonie
Mistrzostwa świata w biathlonie po raz pierwszy zostały rozegrane w 1958 r. w austriackim Saalfelden am Steinernen Meer. Wówczas startowali tylko mężczyźni w biegu indywidualnym i sztafecie. Kobiety włączyły się do rywalizacji o tytuł najlepszych na świecie w roku 1984 we francuskim Chamonix. Od 2005 roku rozgrywana jest sztafeta mieszana, a od 2019 roku pojedyncza sztafeta mieszana.

## Mężczyźni

### Bieg indywidualny (20 km)
Początek w 1958.
| Rok i miejsce               | Złoto                | Srebro                  | Brąz                   |
| 1958 Saalfelden             | Adolf Wiklund        | Olle Gunneriusson       | Wiktor Butakow         |
| 1959 Courmayeur             | Władimir Miełanjin   | Dmitrij Sokołow         | Sven Agge              |
| 1961 Umeå                   | Kalevi Huuskonen     | Aleksandr Priwałow      | Paavo Repo             |
| 1962 Hämeenlinna            | Władimir Miełanjin   | Antti Tyrväinen         | Walentin Pszenicyn     |
| 1963 Seefeld                | Władimir Miełanjin   | Antti Tyrväinen         | Hannu Posti            |
| 1965 Elverum                | Olav Jordet          | Nikołaj Puzanow         | Antti Tyrväinen        |
| 1966 Garmisch-Partenkirchen | Jon Istad            | Józef Gąsienica-Sobczak | Władimir Gundarcew     |
| 1967 Altenberg              | Wiktor Mamatow       | Stanisław Szczepaniak   | Jon Istad              |
| 1969 Zakopane               | Aleksandr Tichonow   | Rinat Safin             | Magnar Solberg         |
| 1970 Östersund              | Aleksandr Tichonow   | Tor Svendsberget        | Wiktor Mamatow         |
| 1971 Hämeenlinna            | Dieter Speer         | Aleksandr Tichonow      | Magnar Solberg         |
| 1973 Lake Placid            | Aleksandr Tichonow   | Giennadij Kowalow       | Tor Svendsberget       |
| 1974 Mińsk                  | Juhani Suutarinen    | Gheorghe Gârniță        | Tor Svendsberget       |
| 1975 Anterselva             | Heikki Ikola         | Nikołaj Krugłow         | Esko Saira             |
| 1977 Lillehammer            | Heikki Ikola         | Sigleif Johansen        | Aleksandr Tichonow     |
| 1978 Hochfilzen             | Odd Lirhus           | Frank Ullrich           | Eberhard Rösch         |
| 1979 Ruhpolding             | Klaus Siebert        | Aleksandr Tichonow      | Sigleif Johansen       |
| 1981 Lahti                  | Heikki Ikola         | Frank Ullrich           | Erkki Antila           |
| 1982 Mińsk                  | Frank Ullrich        | Eirik Kvalfoss          | Terje Krokstad         |
| 1983 Anterselva             | Frank Ullrich        | Frank-Peter Roetsch     | Peter Angerer          |
| 1985 Ruhpolding             | Jurij Kaszkarow      | Frank-Peter Roetsch     | Tapio Piipponen        |
| 1986 Oslo                   | Walerij Miedwiedcew  | André Sehmisch          | Alfred Eder            |
| 1987 Lake Placid            | Frank-Peter Roetsch  | Josh Thompson           | Jan Matouš             |
| 1989 Feistritz              | Eirik Kvalfoss       | Gisle Fenne             | Fritz Fischer          |
| 1990 Mińsk                  | Walerij Miedwiedcew  | Siergiej Czepikow       | Anatolij Żdanowicz     |
| 1991 Lahti                  | Mark Kirchner        | Aleksandr Popow         | Eirik Kvalfoss         |
| 1993 Borowec                | Andreas Zingerle     | Siergiej Tarasow        | Siergiej Czepikow      |
| 1995 Anterselva             | Tomasz Sikora        | Jon Åge Tyldum          | Oleg Ryżenkow          |
| 1996 Ruhpolding             | Siergiej Tarasow     | Władimir Draczow        | Wadim Saszurin         |
| 1997 Brezno-Osrblie         | Ricco Groß           | Oleg Ryżenkow           | Ludwig Gredler         |
| 1999 Oslo                   | Sven Fischer         | Ricco Groß              | Wadim Saszurin         |
| 2000 Oslo/Holmenkollen      | Wolfgang Rottmann    | Ludwig Gredler          | Frank Luck             |
| 2001 Pokljuka               | Paavo Puurunen       | Wadim Saszurin          | Ilmārs Bricis          |
| 2003 Chanty-Mansyjsk        | Halvard Hanevold     | Vesa Hietalahti         | Ricco Groß             |
| 2004 Oberhof                | Raphaël Poirée       | Tomasz Sikora           | Ole Einar Bjørndalen   |
| 2005 Hochfilzen             | Roman Dostál         | Michael Greis           | Ricco Groß             |
| 2007 Anterselva             | Raphaël Poirée       | Michael Greis           | Michal Šlesingr        |
| 2008 Östersund              | Emil Hegle Svendsen  | Ole Einar Bjørndalen    | Maksim Maksimow        |
| 2009 Pjongczang             | Ole Einar Bjørndalen | Christoph Stephan       | Jakov Fak¹             |
| 2011 Chanty-Mansyjsk        | Tarjei Bø            | Maksim Maksimow         | Christoph Sumann       |
| 2012 Ruhpolding             | Jakov Fak¹           | Simon Fourcade          | Jaroslav Soukup        |
| 2013 Nové Město             | Martin Fourcade      | Tim Burke               | Fredrik Lindström      |
| 2015 Kontiolahti            | Martin Fourcade      | Emil Hegle Svendsen     | Ondřej Moravec         |
| 2016 Oslo                   | Martin Fourcade      | Dominik Landertinger    | Simon Eder             |
| 2017 Hochfilzen             | Lowell Bailey        | Ondřej Moravec          | Martin Fourcade        |
| 2019 Östersund              | Arnd Peiffer         | Władimir Iliew          | Tarjei Bø              |
| 2020 Anterselva             | Martin Fourcade      | Johannes Thingnes Bø    | Dominik Landertinger   |
| 2021 Pokljuka               | Sturla Lægreid       | Arnd Peiffer            | Johannes Dale          |
| 2023 Oberhof                | Johannes Thingnes Bø | Sturla Holm Lægreid     | Sebastian Samuelsson   |
| 2024 Nové Město             | Johannes Thingnes Bø | Tarjei Bø               | Benedikt Doll          |
| 2025 Lenzerheide            | Éric Perrot          | Tommaso Giacomel        | Quentin Fillon Maillet |

(¹ Jakov Fak od listopada 2010 reprezentuje Słowenię)

### Sprint (10 km)
Początek w 1974.
| Rok i miejsce          | Złoto                 | Srebro                 | Brąz                       |
| 1974 Mińsk             | Juhani Suutarinen     | Günther Bartnick       | Torsten Wadman             |
| 1975 Anterselva        | Nikołaj Krugłow       | Aleksandr Jelizarow    | Klaus Siebert              |
| 1976 Anterselva        | Aleksandr Tichonow    | Aleksandr Jelizarow    | Nikołaj Krugłow            |
| 1977 Lillehammer       | Aleksandr Tichonow    | Nikołaj Krugłow        | Aleksandr Uszakow          |
| 1978 Hochfilzen        | Frank Ullrich         | Eberhard Rösch         | Klaus Siebert              |
| 1979 Ruhpolding        | Frank Ullrich         | Odd Lirhus             | Luigi Weiss                |
| 1981 Lahti             | Frank Ullrich         | Erkki Antila           | Yvon Mougel                |
| 1982 Mińsk             | Eirik Kvalfoss        | Frank Ullrich          | Władimir Alikin            |
| 1983 Anterselva        | Eirik Kvalfoss        | Peter Angerer          | Alfred Eder                |
| 1985 Ruhpolding        | Frank-Peter Roetsch   | Eirik Kvalfoss         | Johann Passler             |
| 1986 Oslo              | Walerij Miedwiedcew   | Franz Schuler          | André Sehmisch             |
| 1987 Lake Placid       | Frank-Peter Roetsch   | Matthias Jacob         | André Sehmisch             |
| 1989 Feistritz         | Frank Luck            | Eirik Kvalfoss         | Jurij Kaszkarow            |
| 1990 Oslo              | Mark Kirchner         | Eirik Kvalfoss         | Siergiej Czepikow          |
| 1991 Lahti             | Mark Kirchner         | Frank Luck             | Eirik Kvalfoss             |
| 1993 Borowec           | Mark Kirchner         | Jon Åge Tyldum         | Siergiej Tarasow           |
| 1995 Anterselva        | Patrice Bailly-Salins | Pawieł Muslimow        | Ricco Groß                 |
| 1996 Ruhpolding        | Władimir Draczow      | Wiktor Majgurow        | René Cattarinussi          |
| 1997 Brezno-Osrblie    | Wilfried Pallhuber    | René Cattarinussi      | Oleg Ryżenkow              |
| 1999 Kontiolahti       | Frank Luck            | Patrick Favre          | Frode Andresen             |
| 2000 Oslo/Holmenkollen | Frode Andresen        | Pawieł Rostowcew       | René Cattarinussi          |
| 2001 Pokljuka          | Pawieł Rostowcew      | René Cattarinussi      | Halvard Hanevold           |
| 2003 Chanty-Mansyjsk   | Ole Einar Bjørndalen  | Ricco Groß             | Zdeněk Vítek               |
| 2004 Oberhof           | Raphaël Poirée        | Ricco Groß             | Ole Einar Bjørndalen       |
| 2005 Hochfilzen        | Ole Einar Bjørndalen  | Sven Fischer           | Ilmārs Bricis              |
| 2007 Anterselva        | Ole Einar Bjørndalen  | Michal Šlesingr        | Andrij Deryzemla           |
| 2008 Östersund         | Maksim Czudow         | Halvard Hanevold       | Ole Einar Bjørndalen       |
| 2009 Pjongczang        | Ole Einar Bjørndalen  | Lars Berger            | Halvard Hanevold           |
| 2011 Chanty-Mansyjsk   | Arnd Peiffer          | Martin Fourcade        | Tarjei Bø                  |
| 2012 Ruhpolding        | Martin Fourcade       | Emil Hegle Svendsen    | Carl Johan Bergman         |
| 2013 Nové Město        | Emil Hegle Svendsen   | Martin Fourcade        | Jakov Fak                  |
| 2015 Kontiolahti       | Johannes Thingnes Bø  | Nathan Smith           | Tarjei Bø                  |
| 2016 Oslo              | Martin Fourcade       | Ole Einar Bjørndalen   | Serhij Semenow             |
| 2017 Hochfilzen        | Benedikt Doll         | Johannes Thingnes Bø   | Martin Fourcade            |
| 2019 Östersund         | Johannes Thingnes Bø  | Aleksandr Łoginow      | Quentin Fillon Maillet     |
| 2020 Anterselva        | Aleksandr Łoginow     | Quentin Fillon Maillet | Martin Fourcade            |
| 2021 Pokljuka          | Martin Ponsiluoma     | Simon Desthieux        | Émilien Jacquelin          |
| 2023 Oberhof           | Johannes Thingnes Bø  | Tarjei Bø              | Sturla Holm Lægreid        |
| 2024 Nové Město        | Sturla Holm Lægreid   | Johannes Thingnes Bø   | Vetle Sjåstad Christiansen |
| 2025 Lenzerheide       | Johannes Thingnes Bø  | Campbell Wright        | Quentin Fillon Maillet     |

### Bieg pościgowy (12,5 km)
Początek w 1997.
| Rok i miejsce          | Złoto                | Srebro               | Brąz                       |
| 1997 Brezno-Osrblie    | Wiktor Majgurow      | Siergiej Tarasow     | Ole Einar Bjørndalen       |
| 1998 Pokljuka          | Władimir Draczow     | Ole Einar Bjørndalen | Raphaël Poirée             |
| 1999 Kontiolahti       | Ricco Groß           | Frank Luck           | Sven Fischer               |
| 2000 Oslo/Holmenkollen | Frank Luck           | Pawieł Rostowcew     | Raphaël Poirée             |
| 2001 Pokljuka          | Pawieł Rostowcew     | Raphaël Poirée       | Sven Fischer               |
| 2003 Chanty-Mansyjsk   | Ricco Groß           | Halvard Hanevold     | Paavo Puurunen             |
| 2004 Oberhof           | Ricco Groß           | Raphaël Poirée       | Ole Einar Bjørndalen       |
| 2005 Hochfilzen        | Ole Einar Bjørndalen | Siergiej Czepikow    | Sven Fischer               |
| 2007 Anterselva        | Ole Einar Bjørndalen | Maksim Czudow        | Vincent Defrasne           |
| 2008 Östersund         | Ole Einar Bjørndalen | Maksim Czudow        | Alexander Wolf             |
| 2009 Pjongczang        | Ole Einar Bjørndalen | Maksim Czudow        | Alexander Os               |
| 2011 Chanty-Mansyjsk   | Martin Fourcade      | Emil Hegle Svendsen  | Tarjei Bø                  |
| 2012 Ruhpolding        | Martin Fourcade      | Carl Johan Bergman   | Anton Szypulin             |
| 2013 Nové Město        | Emil Hegle Svendsen  | Martin Fourcade      | Anton Szypulin             |
| 2015 Kontiolahti       | Erik Lesser          | Anton Szypulin       | Tarjei Bø                  |
| 2016 Oslo              | Martin Fourcade      | Ole Einar Bjørndalen | Emil Hegle Svendsen        |
| 2017 Hochfilzen        | Martin Fourcade      | Johannes Thingnes Bø | Ole Einar Bjørndalen       |
| 2019 Östersund         | Dmytro Pidruczny     | Johannes Thingnes Bø | Quentin Fillon Maillet     |
| 2020 Anterselva        | Émilien Jacquelin    | Johannes Thingnes Bø | Aleksandr Łoginow          |
| 2021 Pokljuka          | Émilien Jacquelin    | Sebastian Samuelsson | Johannes Thingnes Bø       |
| 2023 Oberhof           | Johannes Thingnes Bø | Sturla Holm Lægreid  | Sebastian Samuelsson       |
| 2024 Nové Město        | Johannes Thingnes Bø | Sturla Holm Lægreid  | Vetle Sjåstad Christiansen |
| 2025 Lenzerheide       | Johannes Thingnes Bø | Campbell Wright      | Éric Perrot                |

### Bieg masowy (15 km)
Początek w 1999.
| Rok i miejsce          | Złoto                | Srebro                 | Brąz                   |
| 1999 Oslo              | Sven Fischer         | Władimir Draczow       | Ole Einar Bjørndalen   |
| 2000 Oslo/Holmenkollen | Raphaël Poirée       | Pawieł Rostowcew       | Ole Einar Bjørndalen   |
| 2001 Pokljuka          | Raphaël Poirée       | Ole Einar Bjørndalen   | Sven Fischer           |
| 2002 Oslo              | Raphaël Poirée       | Sven Fischer           | Frode Andresen         |
| 2003 Chanty-Mansyjsk   | Ole Einar Bjørndalen | Sven Fischer           | Raphaël Poirée         |
| 2004 Oberhof           | Raphaël Poirée       | Lars Berger            | Siergiej Konowałow     |
| 2005 Hochfilzen        | Ole Einar Bjørndalen | Sven Fischer           | Raphaël Poirée         |
| 2007 Anterselva        | Michael Greis        | Andreas Birnbacher     | Raphaël Poirée         |
| 2008 Östersund         | Emil Hegle Svendsen  | Ole Einar Bjørndalen   | Maksim Czudow          |
| 2009 Pjongczang        | Dominik Landertinger | Christoph Sumann       | Iwan Czeriezow         |
| 2011 Chanty-Mansyjsk   | Emil Hegle Svendsen  | Jewgienij Ustiugow     | Lukas Hofer            |
| 2012 Ruhpolding        | Martin Fourcade      | Björn Ferry            | Fredrik Lindström      |
| 2013 Nové Město        | Tarjei Bø            | Anton Szypulin         | Emil Hegle Svendsen    |
| 2015 Kontiolahti       | Jakov Fak            | Ondřej Moravec         | Tarjei Bø              |
| 2016 Oslo              | Johannes Thingnes Bø | Martin Fourcade        | Ole Einar Bjørndalen   |
| 2017 Hochfilzen        | Simon Schempp        | Johannes Thingnes Bø   | Simon Eder             |
| 2019 Östersund         | Dominik Windisch     | Antonin Guigonnat      | Julian Eberhard        |
| 2020 Anterselva        | Johannes Thingnes Bø | Quentin Fillon Maillet | Émilien Jacquelin      |
| 2021 Pokljuka          | Sturla Lægreid       | Johannes Dale          | Quentin Fillon Maillet |
| 2023 Oberhof           | Sebastian Samuelsson | Martin Ponsiluoma      | Johannes Thingnes Bø   |
| 2024 Nové Město        | Johannes Thingnes Bø | Andrejs Rastorgujevs   | Quentin Fillon Maillet |
| 2025 Lenzerheide       | Endre Strømsheim     | Sturla Lægreid         | Johannes Thingnes Bø   |

### Sztafeta (4×7,5km)
Początek w 1958, oficjalnie od 1966. Do 1965 drużynowo.
| Rok i miejsce               | Złoto                                                                                         | Srebro                                                                                      | Brąz                                                                                                  |
| 1958 Saalfelden             | Szwecja Adolf Wiklund · Olle Gunneriusson · Sture Ohlin                                       | ZSRR Wiktor Butakow · Walentin Pszenicyn · Dmitrij Sokołow                                  | Norwegia Arvid Nyberg · Asbjørn Bakken · Knut Wold                                                    |
| 1959 Courmayeur             | ZSRR Władimir Miełanjin · Dmitrij Sokołow · Walentin Pszenicyn                                | Szwecja Sven Agge · Adolf Wiklund · Sture Ohlin                                             | Norwegia Knut Wold · Henry Hermansen · Ivar Skogsrud                                                  |
| 1961 Umeå                   | Finlandia Kalevi Huuskonen · Paavo Repo · Antti Tyrväinen                                     | ZSRR Aleksandr Priwałow · Walentin Pszenicyn · Dmitrij Sokołow                              | Szwecja Klas Lestander · Tage Lundin · Stig Andersson                                                 |
| 1962 Hämeenlinna            | ZSRR Władimir Miełanjin · Walentin Pszenicyn · Nikołaj Puzanow                                | Finlandia Antti Tyrväinen · Hannu Posti · Kalevi Huuskonen                                  | Norwegia Jon Istad · Olav Jordet · Henry Hermansen                                                    |
| 1963 Seefeld                | ZSRR Władimir Miełanjin · Nikołaj Mieszczeriakow · Walentin Pszenicyn                         | Finlandia Antti Tyrväinen · Hannu Posti · Veikko Hakulinen                                  | Norwegia Jon Istad · Olav Jordet · Egil Nygård                                                        |
| 1965 Elverum                | Norwegia Olav Jordet · Ola Wærhaug · Ivar Nordkild                                            | ZSRR Nikołaj Puzanow · Władimir Miełanjin · Wasilij Makarow                                 | Polska Stanisław Szczepaniak · Józef Rubiś · Józef Gąsienica-Sobczak                                  |
| 1966 Garmisch-Partenkirchen | Norwegia Jon Istad · Ragnar Tveiten · Ivar Nordkild · Olav Jordet                             | Polska Józef Gąsienica-Sobczak · Stanisław Szczepaniak · Stanisław Łukaszczyk · Józef Rubiś | Szwecja Olle Petrusson · Tore Eriksson · Holmfrid Olsson · Sture Ohlin                                |
| 1967 Altenberg              | Norwegia Jon Istad · Ragnar Tveiten · Ola Wærhaug · Olav Jordet                               | ZSRR Aleksandr Tichonow · Wiktor Mamatow · Rinat Safin · Nikołaj Puzanow                    | Szwecja Olle Petrusson · Tore Eriksson · Holmfrid Olsson · Sture Ohlin                                |
| 1969 Zakopane               | ZSRR Aleksandr Tichonow · Wiktor Mamatow · Rinat Safin · Władimir Gundarcew                   | Norwegia Jon Istad · Ragnar Tveiten · Magnar Solberg · Esten Gjelten                        | Finlandia Kalevi Vähäkylä · Mauri Röppänen · Mauno Luukkonen · Esko Marttinen                         |
| 1970 Östersund              | ZSRR Aleksandr Tichonow · Wiktor Mamatow · Rinat Safin · Aleksandr Uszakow                    | Norwegia Tor Svendsberget · Ragnar Tveiten · Magnar Solberg · Esten Gjelten                 | NRD Hans-Gert Jahn · Hansjörg Knauthe · Dieter Speer · Horst Koschka                                  |
| 1971 Hämeenlinna            | ZSRR Aleksandr Tichonow · Wiktor Mamatow · Rinat Safin · Nikołaj Muchitow                     | Norwegia Tor Svendsberget · Ragnar Tveiten · Magnar Solberg · Ivar Nordkild                 | Polska Józef Różak · Andrzej Rapacz · Aleksander Klima · Józef Stopka                                 |
| 1973 Lake Placid            | ZSRR Aleksandr Tichonow · Rinat Safin · Jurij Kołmakow · Giennadij Kowalow                    | Norwegia Tor Svendsberget · Esten Gjelten · Ragnar Tveiten · Kjell Hovda                    | NRD Dieter Speer · Manfred Geyer · Herbert Wiegand · Günther Bartnick                                 |
| 1974 Mińsk                  | ZSRR Aleksandr Tichonow · Aleksandr Uszakow · Nikołaj Krugłow · Jurij Kołmakow                | Finlandia Simo Halonen · Henrik Flöjt · Juhani Suutarinen · Heikki Ikola                    | Norwegia Kjell Hovda · Kåre Hovda · Terje Hanssen · Tor Svendsberget                                  |
| 1975 Anterselva             | Finlandia Henrik Flöjt · Simo Halonen · Juhani Suutarinen · Heikki Ikola                      | ZSRR Aleksandr Tichonow · Aleksandr Jelizarow · Aleksandr Uszakow · Nikołaj Krugłow         | Polska Jan Szpunar · Andrzej Rapacz · Ludwik Zięba · Wojciech Truchan                                 |
| 1977 Lillehammer            | ZSRR Aleksandr Tichonow · Aleksandr Jelizarow · Aleksandr Uszakow · Nikołaj Krugłow           | Finlandia Erkki Antila · Raimo Seppänen · Simo Halonen · Heikki Ikola                       | NRD Manfred Beer · Klaus Siebert · Frank Ullrich · Manfred Geyer                                      |
| 1978 Hochfilzen             | NRD Manfred Beer · Frank Ullrich · Klaus Siebert · Eberhard Rösch                             | Norwegia Odd Lirhus · Sigleif Johansen · Roar Nilsen · Tor Svendsberget                     | RFN Gerhard Winkler · Andreas Schweiger · Hansi Estner · Heinrich Mehringer                           |
| 1979 Ruhpolding             | NRD Manfred Beer · Klaus Siebert · Frank Ullrich · Eberhard Rösch                             | Finlandia Simo Halonen · Heikki Ikola · Erkki Antila · Raimo Seppänen                       | ZSRR Władimir Alikin · Władimir Barnaszow · Nikołaj Krugłow · Aleksandr Tichonow                      |
| 1981 Lahti                  | NRD Mathias Jung · Matthias Jacob · Frank Ullrich · Eberhard Rösch                            | RFN Peter Angerer · Andreas Schweiger · Fritz Fischer · Franz Bernreiter                    | ZSRR Władimir Alikin · Anatolij Alabjew · Władimir Barnaszow · Władimir Gawrikow                      |
| 1982 Mińsk                  | NRD Frank Ullrich · Mathias Jung · Matthias Jacob · Bernd Hellmich                            | Norwegia Eirik Kvalfoss · Kjell Søbak · Odd Lirhus · Rolf Storsveen                         | ZSRR Władimir Alikin · Anatolij Alabjew · Władimir Barnaszow · Wiktor Siemionow                       |
| 1983 Anterselva             | ZSRR Algimantas Šalna · Jurij Kaszkarow · Piotr Miłoradow · Siergiej Bułygin                  | NRD Frank Ullrich · Mathias Jung · Matthias Jacob · Frank-Peter Roetsch                     | Norwegia Kjell Søbak · Eirik Kvalfoss · Odd Lirhus · Øivind Nerhagen                                  |
| 1985 Ruhpolding             | ZSRR Jurij Kaszkarow · Algimantas Šalna · Siergiej Bułygin · Andriej Zienkow                  | NRD Frank-Peter Roetsch · Matthias Jacob · Ralf Göthel · André Sehmisch                     | RFN Peter Angerer · Walter Pichler · Fritz Fischer · Herbert Fritzenwenger                            |
| 1986 Oslo                   | ZSRR Jurij Kaszkarow · Dmitrij Wasiljew · Walerij Miedwiedcew · Siergiej Bułygin              | NRD Jürgen Wirth · Frank-Peter Roetsch · Matthias Jacob · André Sehmisch                    | Włochy Werner Kiem · Gottlieb Taschler · Johann Passler · Andreas Zingerle                            |
| 1987 Lake Placid            | NRD Frank-Peter Roetsch · Matthias Jacob · André Sehmisch · Jürgen Wirth                      | ZSRR Dmitrij Wasiljew · Jurij Kaszkarow · Aleksandr Popow · Walerij Miedwiedcew             | RFN Ernst Reiter · Herbert Fritzenwenger · Peter Angerer · Fritz Fischer                              |
| 1989 Feistritz              | NRD Frank Luck · André Sehmisch · Birk Anders · Frank-Peter Roetsch                           | ZSRR Jurij Kaszkarow · Siergiej Czepikow · Aleksandr Popow · Siergiej Bułygin               | Norwegia Geir Einang · Sylfest Glimsdal · Gisle Fenne · Eirik Kvalfoss                                |
| 1990 Kontiolahti            | Włochy Pieralberto Carrara · Wilfried Pallhuber · Johann Passler · Andreas Zingerle           | Francja Christian Dumont · Xavier Blond · Hervé Flandin · Thierry Gerbier                   | NRD Frank Luck · André Sehmisch · Mark Kirchner · Birk Anders                                         |
| 1991 Lahti                  | Niemcy Ricco Groß · Frank Luck · Mark Kirchner · Fritz Fischer                                | ZSRR Jurij Kaszkarow · Aleksandr Popow · Siergiej Tarasow · Siergiej Czepikow               | Norwegia Geir Einang · Eirik Kvalfoss · Jon Åge Tyldum · Gisle Fenne                                  |
| 1993 Borowec                | Włochy Wilfried Pallhuber · Johann Passler · Pieralberto Carrara · Andreas Zingerle           | Rosja Walerij Miedwiedcew · Walerij Kirijenko · Siergiej Tarasow · Siergiej Czepikow        | Niemcy Sven Fischer · Frank Luck · Mark Kirchner · Jens Steinigen                                     |
| 1995 Anterselva             | Niemcy Ricco Groß · Mark Kirchner · Frank Luck · Sven Fischer                                 | Francja Lionel Laurent · Patrice Bailly-Salins · Thierry Dusserre · Hervé Flandin           | Białoruś Igor Chochriakow · Aleksandr Popow · Oleg Ryżenkow · Wadim Saszurin                          |
| 1996 Ruhpolding             | Rosja Wiktor Majgurow · Władimir Draczow · Siergiej Tarasow · Aleksiej Kobielew               | Niemcy Ricco Groß · Peter Sendel · Frank Luck · Sven Fischer                                | Białoruś Alaksiej Ajdarau · Oleg Ryżenkow · Wadim Saszurin · Aleksandr Popow                          |
| 1997 Brezno-Osrblie         | Niemcy Ricco Groß · Peter Sendel · Sven Fischer · Frank Luck                                  | Norwegia Egil Gjelland · Jon Åge Tyldum · Dag Bjørndalen · Ole Einar Bjørndalen             | Włochy René Cattarinussi · Wilfried Pallhuber · Patrick Favre · Pieralberto Carrara                   |
| 1999 Kontiolahti            | Białoruś Alaksiej Ajdarau · Piotr Iwaszka · Wadim Saszurin · Oleg Ryżenkow                    | Rosja Wiktor Majgurow · Władimir Draczow · Siergiej Rożkow · Pawieł Rostowcew               | Norwegia Halvard Hanevold · Dag Bjørndalen · Frode Andresen · Ole Einar Bjørndalen                    |
| 2000 Lahti                  | Rosja Wiktor Majgurow · Siergiej Rożkow · Władimir Draczow · Pawieł Rostowcew                 | Norwegia Egil Gjelland · Frode Andresen · Halvard Hanevold · Ole Einar Bjørndalen           | Niemcy Frank Luck · Peter Sendel · Sven Fischer · Ricco Groß                                          |
| 2001 Pokljuka               | Francja Gilles Marguet · Vincent Defrasne · Julien Robert · Raphaël Poirée                    | Białoruś Alaksiej Ajdarau · Alaksandr Syman · Oleg Ryżenkow · Wadim Saszurin                | Norwegia Egil Gjelland · Frode Andresen · Halvard Hanevold · Ole Einar Bjørndalen                     |
| 2003 Chanty-Mansyjsk        | Niemcy Peter Sendel · Sven Fischer · Ricco Groß · Frank Luck                                  | Rosja Wiktor Majgurow · Pawieł Rostowcew · Siergiej Rożkow · Siergiej Czepikow              | Białoruś Alaksiej Ajdarau · Władimir Draczow · Rustam Waliullin · Oleg Ryżenkow                       |
| 2004 Oberhof                | Niemcy Frank Luck · Ricco Groß · Sven Fischer · Michael Greis                                 | Norwegia Halvard Hanevold · Lars Berger · Egil Gjelland · Ole Einar Bjørndalen              | Francja Ferréol Cannard · Vincent Defrasne · Julien Robert · Raphaël Poirée                           |
| 2005 Hochfilzen             | Norwegia Halvard Hanevold · Stian Eckhoff · Egil Gjelland · Ole Einar Bjørndalen              | Rosja Siergiej Rożkow · Nikołaj Krugłow · Pawieł Rostowcew · Siergiej Czepikow              | Austria Daniel Mesotitsch · Friedrich Pinter · Wolfgang Rottmann · Christoph Sumann                   |
| 2007 Anterselva             | Rosja Iwan Czeriezow · Maksim Czudow · Dmitrij Jaroszenko · Nikołaj Krugłow                   | Norwegia Halvard Hanevold · Lars Berger · Frode Andresen · Ole Einar Bjørndalen             | Niemcy Michael Rösch · Ricco Groß · Sven Fischer · Michael Greis                                      |
| 2008 Östersund              | Rosja Iwan Czeriezow · Nikołaj Krugłow · Dmitrij Jaroszenko · Maksim Czudow                   | Norwegia Emil Hegle Svendsen · Rune Brattsveen · Halvard Hanevold · Ole Einar Bjørndalen    | Niemcy Michael Rösch · Alexander Wolf · Andreas Birnbacher · Michael Greis                            |
| 2009 Pjongczang             | Norwegia Emil Hegle Svendsen · Lars Berger · Halvard Hanevold · Ole Einar Bjørndalen          | Austria Daniel Mesotitsch · Simon Eder · Dominik Landertinger · Christoph Sumann            | Niemcy Michael Rösch · Christoph Stephan · Arnd Peiffer · Michael Greis                               |
| 2011 Chanty-Mansyjsk        | Norwegia Ole Einar Bjørndalen · Alexander Os · Emil Hegle Svendsen · Tarjei Bø                | Rosja Anton Szypulin · Jewgienij Ustiugow · Maksim Maksimow · Iwan Czeriezow                | Ukraina Ołeksandr Biłanenko · Andrij Deryzemla · Serhij Semenow · Serhij Sedniew                      |
| 2012 Ruhpolding             | Norwegia Ole Einar Bjørndalen · Rune Brattsveen · Tarjei Bø · Emil Hegle Svendsen             | Francja Jean-Guillaume Béatrix · Simon Fourcade · Alexis Bœuf · Martin Fourcade             | Niemcy Simon Schempp · Andreas Birnbacher · Michael Greis · Arnd Peiffer                              |
| 2013 Nové Město             | Norwegia Ole Einar Bjørndalen · Henrik L’Abée-Lund · Tarjei Bø · Emil Hegle Svendsen          | Francja Simon Fourcade · Jean-Guillaume Béatrix · Alexis Bœuf · Martin Fourcade             | Niemcy Simon Schempp · Andreas Birnbacher · Arnd Peiffer · Erik Lesser                                |
| 2015 Kontiolahti            | Niemcy Erik Lesser · Daniel Böhm · Arnd Peiffer · Simon Schempp                               | Norwegia Ole Einar Bjørndalen · Tarjei Bø · Johannes Thingnes Bø · Emil Hegle Svendsen      | Francja Simon Fourcade · Jean-Guillaume Béatrix · Quentin Fillon Maillet · Martin Fourcade            |
| 2016 Oslo                   | Norwegia Ole Einar Bjørndalen · Tarjei Bø · Johannes Thingnes Bø · Emil Hegle Svendsen        | Niemcy Erik Lesser · Benedikt Doll · Arnd Peiffer · Simon Schempp                           | Kanada Christian Gow · Nathan Smith · Scott Gow · Brendan Green                                       |
| 2017 Hochfilzen             | Rosja Aleksiej Wołkow · Maksim Cwietkow · Anton Babikow · Anton Szypulin                      | Francja Jean-Guillaume Béatrix · Quentin Fillon Maillet · Simon Desthieux · Martin Fourcade | Austria Daniel Mesotitsch · Julian Eberhard · Simon Eder · Dominik Landertinger                       |
| 2019 Östersund              | Norwegia Lars Helge Birkeland · Vetle Sjåstad Christiansen · Tarjei Bø · Johannes Thingnes Bø | Niemcy Erik Lesser · Roman Rees · Arnd Peiffer · Benedikt Doll                              | Rosja Matwiej Jelisiejew · Nikita Porszniew · Dmitrij Małyszko · Aleksandr Łoginow                    |
| 2020 Anterselva             | Francja Émilien Jacquelin · Martin Fourcade · Simon Desthieux · Quentin Fillon Maillet        | Norwegia Vetle Sjåstad Christiansen · Johannes Dale · Tarjei Bø · Johannes Thingnes Bø      | Niemcy Erik Lesser · Philipp Horn · Arnd Peiffer · Benedikt Doll                                      |
| 2021 Pokljuka               | Norwegia Sturla Lægreid · Tarjei Bø · Johannes Thingnes Bø · Vetle Sjåstad Christiansen       | Szwecja Peppe Femling · Jesper Nelin · Martin Ponsiluoma · Sebastian Samuelsson             | Rosyjski Związek Biathlonu Said Karimułła Chalili Matwiej Jelisiejew Aleksandr Łoginow Eduard Łatypow |
| 2023 Oberhof                | Francja Antonin Guigonnat · Fabien Claude · Émilien Jacquelin · Quentin Fillon Maillet        | Norwegia Vetle Sjåstad Christiansen · Tarjei Bø · Sturla Lægreid · Johannes Thingnes Bø     | Szwecja Peppe Femling · Martin Ponsiluoma · Jesper Nelin · Sebastian Samuelsson                       |
| 2024 Nové Město             | Szwecja Viktor Brandt · Jesper Nelin · Martin Ponsiluoma · Sebastian Samuelsson               | Norwegia Sturla Lægreid · Tarjei Bø · Johannes Thingnes Bø · Vetle Sjåstad Christiansen     | Francja Éric Perrot · Fabien Claude · Émilien Jacquelin · Quentin Fillon Maillet                      |
| 2025 Lenzerheide            | Norwegia Endre Strømsheim · Tarjei Bø · Sturla Holm Lægreid · Johannes Thingnes Bø            | Francja Émilien Claude · Fabien Claude · Éric Perrot · Quentin Fillon Maillet               | Niemcy Philipp Nawrath · Danilo Riethmüller · Johannes Kühn · Philipp Horn                            |

### Bieg drużynowy
Rozgrywano w latach 1989-1998.
| Rok i miejsce       | Złoto                                                                               | Srebro                                                                            | Brąz                                                                                 |
| 1989 Feistritz      | ZSRR Jurij Kaszkarow · Siergiej Bułygin · Aleksandr Popow · Siergiej Czepikow       | RFN Franz Wudy · Herbert Fritzenwenger · Georg Fischer · Fritz Fischer            | NRD Andreas Heymann · André Sehmisch · Raik Dittrich · Steffen Hoos                  |
| 1990 Oslo           | NRD Raik Dittrich · Mark Kirchner · Birk Anders · Frank Luck                        | Czechosłowacja Tomáš Kos · Ivan Masařík · Jiří Holubec · Jan Matouš               | Francja Christian Dumont · Stéphane Bouthiaux · Hervé Flandin · Thierry Gerbier      |
| 1991 Lahti          | Włochy Hubert Leitgeb · Gottlieb Taschler · Simon Demetz · Wilfried Pallhuber       | Norwegia Sverre Istad · Jon Åge Tyldum · Ivar Ulekleiv · Frode Løberg             | ZSRR Anatolij Żdanowicz · Siergiej Tarasow · Siergiej Czepikow · Walerij Miedwiedcew |
| 1992 Nowosybirsk    | WNP Jewgienij Ried´kin · Anatolij Żdanowicz · Aleksandr Popow · Aleksandr Tropnikow | Norwegia Frode Løberg · Jon Åge Tyldum · Sylfest Glimsdal · Gisle Fenne           | Estonia Aivo Udras · Urmas Kaldvee · Hillar Zahkna · Kalju Ojaste                    |
| 1993 Borowec        | Niemcy Fritz Fischer · Frank Luck · Steffen Hoos · Sven Fischer                     | Rosja Aleksiej Kobielew · Walerij Kirijenko · Siergiej Łożkin · Siergiej Czepikow | Francja Gilles Marguet · Thierry Dusserre · Xavier Blond · Lionel Laurent            |
| 1994 Canmore        | Włochy Pieralberto Carrara · Hubert Leitgeb · Andreas Zingerle · Wilfried Pallhuber | Rosja Władimir Draczow · Aleksiej Kobielew · Walerij Kirijenko · Siergiej Tarasow | Niemcy Jens Steinigen · Marco Morgenstern · Peter Sendel · Steffen Hoos              |
| 1995 Anterselva     | Norwegia Frode Andresen · Dag Bjørndalen · Halvard Hanevold · Jon Åge Tyldum        | Czechy Petr Garabík · Roman Dostál · Jiří Holubec · Ivan Masařík                  | Francja Thierry Dusserre · Franck Perrot · Lionel Laurent · Stéphane Bouthiaux       |
| 1996 Ruhpolding     | Białoruś Piotr Iwaszka · Oleg Ryżenkow · Aleksandr Popow · Wadim Saszurin           | Rosja Władimir Draczow · Pawieł Muslimow · Wiktor Majgurow · Siergiej Rożkow      | Włochy René Cattarinussi · Hubert Leitgeb · Pieralberto Carrara · Patrick Favre      |
| 1997 Brezno-Osrblie | Białoruś Oleg Ryżenkow · Piotr Iwaszka · Aleksandr Popow · Wadim Saszurin           | Niemcy Carsten Heymann · Mark Kirchner · Frank Luck · Peter Sendel                | Polska Wiesław Ziemianin · Jan Ziemianin · Wojciech Kozub · Tomasz Sikora            |
| 1998 Hochfilzen     | Norwegia Egil Gjelland · Halvard Hanevold · Sylfest Glimsdal · Ole Einar Bjørndalen | Niemcy Ricco Groß · Carsten Heymann · Sven Fischer · Frank Luck                   | Rosja Władimir Draczow · Aleksiej Kobielew · Siergiej Rożkow · Wiktor Majgurow       |

## Kobiety

### Bieg indywidualny (15 km)
Początek w 1984. W 1988 r. rozegrano bieg na 10 km.
| Rok i miejsce          | Złoto                | Srebro                  | Brąz                       |
| 1984 Chamonix          | Wieniera Czernyszowa | Ludmiła Zabołotnia      | Tatjana Brylina            |
| 1985 Egg am Etzel      | Kaija Parve          | Sanna Grønlid           | Eva Korpela                |
| 1986 Falun             | Eva Korpela          | Siv Bråten              | Sanna Grønlid              |
| 1987 Lahti             | Sanna Grønlid        | Kaija Parve             | Tuija Vuoksiala            |
| 1988 Chamonix          | Anne Elvebakk        | Elin Kristiansen        | Wieniera Czernyszowa       |
| 1989 Feistritz         | Petra Schaaf         | Anne Elvebakk           | Swietłana Dawydowa         |
| 1990 Mińsk             | Swietłana Dawydowa   | Jelena Gołowina         | Petra Schaaf               |
| 1991 Lahti             | Petra Schaaf         | Grete I. Nykkelmo       | Iwa Szkodrewa              |
| 1993 Borowec           | Petra Schaaf         | Myriam Bédard           | Swietłana Paramygina       |
| 1995 Anterselva        | Corinne Niogret      | Uschi Disl              | Ekaterina Dafowska         |
| 1996 Ruhpolding        | Emmanuelle Claret    | Olga Mielnik            | Ołena Petrowa              |
| 1997 Brezno-Osrblie    | Magdalena Forsberg   | Ołena Zubryłowa¹        | Ekaterina Dafowska         |
| 1999 Oslo              | Ołena Zubryłowa¹     | Corinne Niogret         | Albina Achatowa            |
| 2000 Oslo/Holmenkollen | Corinne Niogret      | Yu Shumei               | Magdalena Forsberg         |
| 2001 Pokljuka          | Magdalena Forsberg   | Liv Grete Skjelbreid    | Ołena Zubryłowa¹           |
| 2003 Chanty-Mansyjsk   | Kateřina Holubcová   | Ołena Zubryłowa¹        | Gunn Margit Andreassen     |
| 2004 Oberhof           | Olga Pylowa          | Albina Achatowa         | Ołena Petrowa              |
| 2005 Hochfilzen        | Andrea Henkel        | Sun Ribo                | Linda Tjørhom²             |
| 2007 Anterselva        | Linda Grubben²       | Florence Baverel-Robert | Martina Glagow             |
| 2008 Östersund         | Jekatierina Jurjewa  | Martina Glagow          | Oksana Chwostenko          |
| 2009 Pjongczang        | Kati Wilhelm         | Teja Gregorin           | Tora Berger                |
| 2011 Chanty-Mansyjsk   | Helena Ekholm³       | Tina Bachmann           | Wita Semerenko             |
| 2012 Ruhpolding        | Tora Berger          | Marie-Laure Brunet      | Helena Ekholm³             |
| 2013 Nové Město        | Tora Berger          | Andrea Henkel           | Wałentyna Semerenko        |
| 2015 Kontiolahti       | Jekatierina Jurłowa  | Gabriela Soukalová⁴     | Kaisa Mäkäräinen           |
| 2016 Oslo              | Marie Dorin Habert   | Anaïs Bescond           | Laura Dahlmeier            |
| 2017 Hochfilzen        | Laura Dahlmeier      | Gabriela Koukalová⁴     | Alexia Runggaldier         |
| 2019 Östersund         | Hanna Öberg          | Lisa Vittozzi           | Justine Braisaz            |
| 2020 Anterselva        | Dorothea Wierer      | Vanessa Hinz            | Marte Olsbu Røiseland      |
| 2021 Pokljuka          | Markéta Davidová     | Hanna Öberg             | Ingrid Landmark Tandrevold |
| 2023 Oberhof           | Hanna Öberg          | Linn Persson            | Lisa Vittozzi              |
| 2024 Nové Město        | Lisa Vittozzi        | Janina Hettich-Walz     | Julia Simon                |
| 2025 Lenzerheide       | Julia Simon          | Ella Halvarsson         | Lou Jeanmonnot             |

(¹ Ołena Zubryłowa jest reprezentantką Białorusi od 2002)

(² Linda Tjørhom wyszła za mąż za Rogera Grubbena w 2006 r.)

(³ Helena Jonsson wyszła za mąż za Davida Ekholma w 2010 r.)

(⁴ Gabriela Soukalová wyszła za mąż za badmintonistę Petra Koukala w 2016 r.)

### Sprint (7,5 km)
Początek w 1984. w 1988 r. rozgrywano bieg na 5 km.
| Rok i miejsce          | Złoto                   | Srebro                       | Brąz                               |
| 1984 Chamonix          | Wieniera Czernyszowa    | Sanna Grønlid                | Andrea Grossegger                  |
| 1985 Egg am Etzel      | Sanna Grønlid           | Kaija Parve                  | Wieniera Czernyszowa               |
| 1986 Falun             | Kaija Parve             | Nadieżda Biełowa             | Eva Korpela                        |
| 1987 Lahti             | Jelena Gołowina         | Wieniera Czernyszowa         | Anne Elvebakk                      |
| 1988 Chamonix          | Petra Schaaf            | Eva Korpela                  | Anne Elvebakk                      |
| 1989 Feistritz         | Anne Elvebakk           | Cwetana Krystewa             | Natalja Prikazczikowa              |
| 1990 Oslo              | Anne Elvebakk           | Swietłana Dawydowa           | Elin Kristiansen                   |
| 1991 Lahti             | Grete I. Nykkelmo       | Swietłana Dawydowa           | Jelena Gołowina                    |
| 1993 Borowec           | Myriam Bédard           | Nadieżda Tałanowa            | Jelena Biełowa                     |
| 1995 Anterselva        | Anne Briand             | Uschi Disl                   | Corinne Niogret                    |
| 1996 Ruhpolding        | Olga Romaśko            | Ann-Elen Skjelbreid          | Magdalena Wallin¹                  |
| 1997 Brezno-Osrblie    | Olga Romaśko            | Ołena Zubryłowa²             | Magdalena Forsberg¹                |
| 1999 Kontiolahti       | Martina Zellner         | Magdalena Forsberg           | Ołena Zubryłowa²                   |
| 2000 Oslo/Holmenkollen | Liv Grete Skjelbreid³   | Katrin Apel                  | Martina Zellner                    |
| 2001 Pokljuka          | Kati Wilhelm            | Uschi Disl                   | Liv Grete Poirée³                  |
| 2003 Chanty-Mansyjsk   | Sylvie Becaert          | Ołena Petrowa                | Kateřina Holubcová                 |
| 2004 Oberhof           | Liv Grete Poirée³       | Anna Bogalij                 | Jekatierina Iwanowa Martina Glagow |
| 2005 Hochfilzen        | Uschi Disl              | Olga Zajcewa                 | Ołena Zubryłowa²                   |
| 2007 Anterselva        | Magdalena Neuner        | Anna Carin Zidek             | Natalja Gusiewa                    |
| 2008 Östersund         | Andrea Henkel           | Albina Achatowa              | Oksana Chwostenko                  |
| 2009 Pjongczang        | Kati Wilhelm            | Simone Hauswald              | Olga Zajcewa                       |
| 2011 Chanty-Mansyjsk   | Magdalena Neuner        | Kaisa Mäkäräinen             | Anastasija Kuźmina                 |
| 2012 Ruhpolding        | Magdalena Neuner        | Darja Domraczewa             | Wita Semerenko                     |
| 2013 Nové Město        | Ołena Pidhruszna        | Tora Berger                  | Wita Semerenko                     |
| 2015 Kontiolahti       | Marie Dorin Habert      | Weronika Nowakowska-Ziemniak | Wałentyna Semerenko                |
| 2016 Oslo              | Tiril Eckhoff           | Marie Dorin Habert           | Laura Dahlmeier                    |
| 2017 Hochfilzen        | Gabriela Koukalová      | Laura Dahlmeier              | Anaïs Chevalier                    |
| 2019 Östersund         | Anastasija Kuźmina      | Ingrid Landmark Tandrevold   | Laura Dahlmeier                    |
| 2020 Anterselva        | Marte Olsbu Røiseland   | Susan Dunklee                | Lucie Charvátová                   |
| 2021 Pokljuka          | Tiril Eckhoff           | Anaïs Chevalier-Bouchet      | Hanna Soła                         |
| 2023 Oberhof           | Denise Herrmann-Wick    | Hanna Öberg                  | Linn Persson                       |
| 2024 Nové Město        | Julia Simon             | Justine Braisaz-Bouchet      | Lou Jeanmonnot                     |
| 2025 Lenzerheide       | Justine Braisaz-Bouchet | Franziska Preuß              | Suvi Minkkinen                     |

(¹ Magdalena Wallin wyszła za mąż za biathlonistę Henrika Forsberga w 1996)

(² Ołena Zubryłowa jest reprezentantką Białorusi od 2002)

(³ Liv Grete Skjelbreid wyszła za mąż za biathlonistę Raphaëla Poirée w 2000)

### Bieg pościgowy (10 km)
Początek w 1997.
| Rok i miejsce          | Złoto                          | Srebro               | Brąz                         |
| 1997 Brezno-Osrblie    | Magdalena Forsberg             | Ołena Zubryłowa      | Olga Romaśko                 |
| 1998 Pokljuka          | Magdalena Forsberg             | Corinne Niogret      | Martina Zellner              |
| 1999 Feistritz         | Ołena Zubryłowa                | Martina Halinárová   | Martina Zellner              |
| 2000 Oslo/Holmenkollen | Magdalena Forsberg             | Uschi Disl           | Florence Baverel-Robert      |
| 2001 Pokljuka          | Liv Grete Poirée               | Corinne Niogret      | Magdalena Forsberg           |
| 2003 Chanty-Mansyjsk   | Sandrine Bailly Martina Glagow | -                    | Swietłana Iszmuratowa        |
| 2004 Oberhof           | Liv Grete Poirée               | Martina Glagow       | Anna Bogali                  |
| 2005 Hochfilzen        | Uschi Disl                     | Liu Xianying         | Olga Zajcewa                 |
| 2007 Anterselva        | Magdalena Neuner               | Linda Tjørhom        | Anna Carin Zidek             |
| 2008 Östersund         | Andrea Henkel                  | Jekatierina Jurjewa  | Albina Achatowa              |
| 2009 Pjongczang        | Helena Jonsson¹                | Kati Wilhelm         | Olga Zajcewa                 |
| 2011 Chanty-Mansyjsk   | Kaisa Mäkäräinen               | Magdalena Neuner     | Helena Ekholm¹               |
| 2012 Ruhpolding        | Darja Domraczewa               | Magdalena Neuner     | Olga Wiłuchina               |
| 2013 Nové Město        | Tora Berger                    | Krystyna Pałka       | Ołena Pidhruszna             |
| 2015 Kontiolahti       | Marie Dorin Habert             | Laura Dahlmeier      | Weronika Nowakowska-Ziemniak |
| 2016 Oslo              | Laura Dahlmeier                | Dorothea Wierer      | Marie Dorin Habert           |
| 2017 Hochfilzen        | Laura Dahlmeier                | Darja Domraczewa     | Gabriela Koukalová           |
| 2019 Östersund         | Denise Herrmann                | Tiril Eckhoff        | Laura Dahlmeier              |
| 2020 Anterselva        | Dorothea Wierer                | Denise Herrmann      | Marte Olsbu Røiseland        |
| 2021 Pokljuka          | Tiril Eckhoff                  | Lisa Hauser          | Anaïs Chevalier-Bouchet      |
| 2023 Oberhof           | Julia Simon                    | Denise Herrmann-Wick | Marte Olsbu Røiseland        |
| 2024 Nové Město        | Julia Simon                    | Lisa Vittozzi        | Justine Braisaz-Bouchet      |
| 2025 Lenzerheide       | Franziska Preuß                | Elvira Öberg         | Justine Braisaz-Bouchet      |

(¹ Helena Jonsson wyszła za mąż za Davida Ekholma w 2010 r.)

### Bieg masowy (12,5 km)
Początek w 1999. W 2002 rozgrywano na dystansie 15 km.
| Rok i miejsce          | Złoto                    | Srebro                     | Brąz                |
| 1999 Oslo              | Ołena Zubryłowa¹         | Ołena Petrowa              | Magdalena Forsberg  |
| 2000 Oslo/Holmenkollen | Liv Grete Poirée         | Galina Kuklewa             | Corinne Niogret     |
| 2001 Pokljuka          | Magdalena Forsberg       | Martina Glagow             | Liv Grete Poirée    |
| 2002 Oslo              | Ołena Zubryłowa¹         | Olga Pylowa                | Olga Nazarowa       |
| 2003 Chanty-Mansyjsk   | Albina Achatowa          | Swietłana Iszmuratowa      | Sandrine Bailly     |
| 2004 Oberhof           | Liv Grete Poirée         | Katrin Apel                | Sandrine Bailly     |
| 2005 Hochfilzen        | Gro M. Istad-Kristiansen | Anna Carin Zidek           | Olga Pylowa         |
| 2007 Anterselva        | Andrea Henkel            | Martina Glagow             | Kati Wilhelm        |
| 2008 Östersund         | Magdalena Neuner         | Tora Berger                | Jekatierina Jurjewa |
| 2009 Pjongczang        | Olga Zajcewa             | Anastasija Kuźmina         | Helena Jonsson      |
| 2011 Chanty-Mansyjsk   | Magdalena Neuner         | Darja Domraczewa           | Tora Berger         |
| 2012 Ruhpolding        | Tora Berger              | Marie-Laure Brunet         | Kaisa Mäkäräinen    |
| 2013 Nové Město        | Darja Domraczewa         | Tora Berger                | Monika Hojnisz      |
| 2015 Kontiolahti       | Wałentyna Semerenko      | Franziska Preuß            | Karin Oberhofer     |
| 2016 Oslo              | Marie Dorin Habert       | Laura Dahlmeier            | Kaisa Mäkäräinen    |
| 2017 Hochfilzen        | Laura Dahlmeier          | Susan Dunklee              | Kaisa Mäkäräinen    |
| 2019 Östersund         | Dorothea Wierer          | Jekatierina Jurłowa-Percht | Denise Herrmann     |
| 2020 Anterselva        | Marte Olsbu Røiseland    | Dorothea Wierer            | Hanna Öberg         |
| 2021 Pokljuka          | Lisa Hauser              | Ingrid Landmark Tandrevold | Tiril Eckhoff       |
| 2023 Oberhof           | Hanna Öberg              | Ingrid Landmark Tandrevold | Julia Simon         |
| 2024 Nové Město        | Justine Braisaz-Bouchet  | Lisa Vittozzi              | Lou Jeanmonnot      |
| 2025 Lenzerheide       | Elvira Öberg             | Océane Michelon            | Maren Kirkeeide     |

### Sztafeta (4×6km)
Początek w 1984. W 1991 r. dystans 3 × 5 km. Do 2001 rozgrywano na dystansie 4 × 7,5 km.
Obecnie (od 2003 roku) dystans 4 × 6 km.
| Rok i miejsce          | Złoto                                                                                           | Srebro | Brąz                                                                                         |
| 1984 Chamonix          | ZSRR Wieniera Czernyszowa · Ludmiła Zabołotnia · Kaija Parve                                    | Norwegia Sanna Grønlid · Gry Østvik · Siv Bråten                                                           | Stany Zjednoczone Holly Beatie · Julie Newman · Kari Swenson                                 |
| 1985 Egg am Etzel      | ZSRR Wieniera Czernyszowa · Jelena Gołowina · Kaija Parve                                       | Norwegia Sanna Grønlid · Gry Østvik · Siv Bråten                                                           | Finlandia Pirjo Mattila · Tuija Vuoksiala · Teija Nieminen                                   |
| 1986 Falun             | ZSRR Kaija Parve · Nadieżda Biełowa · Wieniera Czernyszowa                                      | Szwecja Eva Korpela · Inger Björkbom · Sabiene Karlsson                                                    | Norwegia Sanna Grønlid · Siv Bråten · Anne Elvebakk                                          |
| 1987 Lahti             | ZSRR Jelena Gołowina · Wieniera Czernyszowa · Kaija Parve                                       | Szwecja Inger Björkbom · Mia Stadig · Eva Korpela                                                          | Norwegia Anne Elvebakk · Sanna Grønlid · Siv Bråten                                          |
| 1988 Chamonix          | ZSRR Wieniera Czernyszowa · Jelena Gołowina · Kaija Parve                                       | Norwegia Elin Kristiansen · Anne Elvebakk · Mona Bollerud                                                  | Szwecja Inger Björkbom · Sabiene Karlsson · Eva Korpela                                      |
| 1989 Feistritz         | ZSRR Natalja Prikazczikowa · Swietłana Dawydowa · Jelena Gołowina                               | Bułgaria Cwetana Krystewa · Marija Manołowa · Nadeżda Aleksiewa                                            | Czechosłowacja Eva Buresová · Renata Novotná · Jiřina Adamičková                             |
| 1990 Oslo              | ZSRR Jelena Bacewicz · Jelena Gołowina · Swietłana Dawydowa                                     | Norwegia Grete Ingeborg Nykkelmo · Anne Elvebakk · Elin Kristiansen                                        | Finlandia Tuija Vuoksiala · Seija Hyytiäinen · Pirjo Mattila                                 |
| 1991 Lahti             | ZSRR Jelena Biełowa · Jelena Gołowina · Swietłana Dawydowa                                      | Norwegia Grete Ingeborg Nykkelmo · Anne Elvebakk · Elin Kristiansen                                        | Niemcy Uschi Disl · Kerstin Moring · Antje Misersky                                          |
| 1993 Borowec           | Czechy Jana Kulhavá · Jiřina Adamičková · Iveta Knížková · Eva Háková                           | Francja Corinne Niogret · Véronique Claudel · Delphyne Heymann · Anne Briand                               | Rosja Swietłana Paniutina · Nadieżda Tałanowa · Olga Simuszyna · Jelena Biełowa              |
| 1995 Anterselva        | Niemcy Uschi Disl · Antje Harvey · Simone Greiner-Petter-Memm · Petra Schaaf                    | Francja Corinne Niogret · Véronique Claudel · Florence Baverel6 · Anne Briand                              | Norwegia Ann-Elen Skjelbreid · Hildegunn Fossen · Annette Sikveland · Gunn Margit Andreassen |
| 1996 Ruhpolding        | Niemcy Uschi Disl · Simone Greiner-Petter-Memm · Katrin Apel · Petra Behle                      | Francja Corinne Niogret · Florence Baverel6 · Emmanuelle Claret · Anne Briand                              | Ukraina Tetiana Wodopjanowa · Wałentyna Cerbe · Ołena Petrowa · Ołena Zubryłowa¹             |
| 1997 Brezno-Osrblie    | Niemcy Uschi Disl · Simone Greiner-Petter-Memm · Katrin Apel · Petra Behle                      | Norwegia Ann-Elen Skjelbreid · Annette Sikveland · Liv Grete Skjelbreid² · Gunn Margit Andreassen          | Rosja Olga Mielnik · Galina Kuklewa · Nadieżda Tałanowa · Olga Romaśko                       |
| 1999 Kontiolahti       | Niemcy Uschi Disl · Simone Greiner-Petter-Memm · Katrin Apel · Martina Zellner                  | Rosja Nadieżda Tałanowa · Galina Kuklewa · Olga Romaśko · Albina Achatowa                                  | Francja Delphyne Heymann-Burlet · Florence Baverel · Christelle Gros · Corinne Niogret       |
| 2000 Oslo/Holmenkollen | Rosja Olga Pylowa4 · Swietłana Czernousowa · Galina Kuklewa · Albina Achatowa                   | Niemcy Uschi Disl · Katrin Apel · Andrea Henkel · Martina Zellner                                          | Ukraina Ołena Zubryłowa¹ · Ołena Petrowa · Nina Łemesz · Tetiana Wodopjanowa                 |
| 2001 Pokljuka          | Rosja Olga Pylowa4 · Anna Bogali · Galina Kuklewa · Swietłana Iszmuratowa                       | Niemcy Uschi Disl · Katrin Apel · Andrea Henkel · Kati Wilhelm                                             | Ukraina Ołena Zubryłowa¹ · Ołena Petrowa · Nina Łemesz · Tetiana Wodopjanowa                 |
| 2003 Chanty-Mansyjsk   | Rosja Albina Achatowa · Swietłana Iszmuratowa · Galina Kuklewa · Swietłana Czernousowa          | Ukraina Oksana Chwostenko · Iryna Merkuszyna · Oksana Jakowlewa · Ołena Petrowa                            | Niemcy Simone Denkinger · Uschi Disl · Kati Wilhelm · Martina Glagow³                        |
| 2004 Oberhof           | Norwegia Linda Tjørhom5 · Gro M. Istad-Kristiansen · Gunn Margit Andreassen · Liv Grete Poirée² | Rosja Olga Pylowa4 · Swietłana Iszmuratowa · Anna Bogali · Albina Achatowa                                 | Niemcy Martina Glagow³ · Katrin Apel · Simone Denkinger · Kati Wilhelm                       |
| 2005 Hochfilzen        | Rosja Olga Pylowa4 · Swietłana Iszmuratowa · Anna Bogalij-Titowiec · Olga Zajcewa               | Niemcy Uschi Disl · Katrin Apel · Andrea Henkel · Kati Wilhelm                                             | Białoruś Jekatierina Iwanowa · Olga Nazarowa · Ludmiła Anańka · Ołena Zubryłowa¹             |
| 2007 Anterselva        | Niemcy Martina Glagow³ · Andrea Henkel · Magdalena Neuner · Kati Wilhelm                        | Francja Delphyne Peretto · Florence Baverel-Robert6 · Sylvie Becaert · Sandrine Bailly                     | Norwegia Linda Grubben5 · Tora Berger · Ann Kristin Flatland · Jori Mørkve                   |
| 2008 Östersund         | Niemcy Martina Glagow³ · Andrea Henkel · Magdalena Neuner · Kati Wilhelm                        | Ukraina Oksana Jakowlewa · Wita Semerenko · Wałentyna Semerenko · Oksana Chwostenko                        | Francja Delphyne Peretto · Marie-Laure Brunet · Sylvie Becaert · Sandrine Bailly             |
| 2009 Pjongczang        | Rosja Swietłana Slepcowa · Anna Bułygina · Olga Miedwiedcewa4 · Olga Zajcewa                    | Niemcy Martina Beck³ · Magdalena Neuner · Andrea Henkel · Kati Wilhelm                                     | Francja Marie-Laure Brunet · Sylvie Becaert · Marie Dorin7 · Sandrine Bailly                 |
| 2011 Chanty-Mansyjsk   | Niemcy Andrea Henkel · Miriam Gössner · Tina Bachmann · Magdalena Neuner                        | Francja Anaïs Bescond · Marie-Laure Brunet · Sophie Boilley · Marie Dorin                                  | Białoruś Nadieżda Pisariewa · Darja Domraczewa · Nadieżda Skardino · Ludmiła Kalinczyk       |
| 2012 Ruhpolding        | Niemcy Tina Bachmann · Magdalena Neuner · Miriam Gössner · Andrea Henkel                        | Francja Marie-Laure Brunet · Sophie Boilley · Anaïs Bescond · Marie Habert7                                | Norwegia Fanny Welle-Strand Horn · Elise Ringen · Synnøve Solemdal · Tora Berger             |
| 2013 Nové Město        | Norwegia Hilde Fenne · Ann Kristin Flatland · Synnøve Solemdal · Tora Berger                    | Ukraina Julija Dżima · Wita Semerenko · Wałentyna Semerenko · Ołena Pidhruszna                             | Włochy Dorothea Wierer · Nicole Gontier · Michela Ponza · Karin Oberhofer                    |
| 2015 Kontiolahti       | Niemcy Franziska Hildebrand · Franziska Preuß · Vanessa Hinz · Laura Dahlmeier                  | Francja Anaïs Bescond · Enora Latuillière · Justine Braisaz · Marie Dorin Habert                           | Włochy Lisa Vittozzi · Karin Oberhofer · Nicole Gontier · Dorothea Wierer                    |
| 2016 Oslo              | Norwegia Synnøve Solemdal · Fanny Horn Birkeland · Tiril Eckhoff · Marte Olsbu                  | Francja Justine Braisaz · Anaïs Bescond · Anaïs Chevalier · Marie Dorin Habert                             | Niemcy Franziska Preuß · Franziska Hildebrand · Maren Hammerschmidt · Laura Dahlmeier        |
| 2017 Hochfilzen        | Niemcy Vanessa Hinz · Maren Hammerschmidt · Franziska Hildebrand · Laura Dahlmeier              | Ukraina Iryna Warwyneć · Julija Dżima · Anastasija Merkuszyna · Ołena Pidhruszna                           | Francja Anaïs Chevalier · Célia Aymonier · Justine Braisaz · Marie Dorin Habert              |
| 2019 Östersund         | Norwegia Synnøve Solemdal · Ingrid Landmark Tandrevold · Tiril Eckhoff · Marte Olsbu Røiseland  | Szwecja Linn Persson · Mona Brorsson · Anna Magnusson · Hanna Öberg                                        | Ukraina Anastasija Merkuszyna · Wita Semerenko · Julija Dżima · Wałentyna Semerenko          |
| 2020 Anterselva        | Norwegia Synnøve Solemdal · Ingrid Landmark Tandrevold · Tiril Eckhoff · Marte Olsbu Røiseland  | Niemcy Karolin Horchler · Vanessa Hinz · Franziska Preuß · Denise Herrmann                                 | Ukraina Anastasija Merkuszyna · Julija Dżima · Wita Semerenko · Ołena Pidhruszna             |
| 2021 Pokljuka          | Norwegia Ingrid Landmark Tandrevold · Tiril Eckhoff · Ida Lien · Marte Olsbu Røiseland          | Niemcy Vanessa Hinz · Janina Hettich · Denise Herrmann · Franziska Preuß                                   | Ukraina Anastasija Merkuszyna · Julija Dżima · Darja Błaszko · Ołena Pidhruszna              |
| 2023 Oberhof           | Włochy Samuela Comola · Dorothea Wierer · Hannah Auchentaller · Lisa Vittozzi                   | Niemcy Vanessa Voigt · Hanna Kebinger · Sophia Schneider · Denise Herrmann-Wick                            | Szwecja Linn Persson · Anna Magnusson · Elvira Öberg · Hanna Öberg                           |
| 2024 Nové Město        | Francja Lou Jeanmonnot · Sophie Chauveau · Justine Braisaz-Bouchet · Julia Simon                | Szwecja Anna Magnusson · Linn Persson · Hanna Öberg · Elvira Öberg                                         | Niemcy Janina Hettich-Walz · Selina Grotian · Vanessa Voigt · Sophia Schneider               |
| 2025 Lenzerheide       | Francja Lou Jeanmonnot · Océane Michelon · Justine Braisaz-Bouchet · Julia Simon                | Norwegia Karoline Offigstad Knotten · Ingrid Landmark Tandrevold · Ragnhild Femsteinevik · Maren Kirkeeide | Szwecja Anna Magnusson · Ella Halvarsson · Hanna Öberg · Elvira Öberg                        |

(¹ Ołena Zubryłowa reprezentuje Białoruś od 2002 r.)

(² Liv Grete Skjelbreid wyszła za mąż za Raphaëla Poirée w 2000 r.)

(³ Martina Glagow wyszła za mąż za austriackiego biathlonistę Günthera Becka w 2008 r.)

(4 Olga Pylowa wyszła za mąż za Walerija Miedwiedcewa, byłego biathlonistę, potem jej trenera; od 2008 r. startuje pod nazwiskiem męża)

(5 Linda Tjørhom wyszła za mąż za trenera biathlonu Rogera Grubbena w 2006 r.)

(6 Florence Baverel wyszła za mąż za biathlonistę Juliena Roberta w 2001 r.)

(7 Marie Dorin wyszła za mąż za Loïs Haberta w 2011 r.)

### Bieg drużynowy
Rozgrywano w latach 1989-1998.
| Rok i miejsce       | Złoto                                                                                             | Srebro                                                                                      | Brąz                                                                                |
| 1989 Feistritz      | ZSRR Natalja Prikazczikowa · Swietłana Dawydowa · Łuiza Czerepanowa · Jelena Gołowina             | Norwegia Synnøve Thoresen · Elin Kristiansen · Anne Elvebakk · Mona Bollerud                | RFN Inga Kesper · Daniela Hörburger · Dorina Pieper · Petra Schaaf                  |
| 1990 Oslo           | ZSRR Jelena Bacewicz · Jelena Gołowina · Swietłana Paramygina · Swietłana Dawydowa                | RFN Irene Schroll · Daniela Hörburger · Inga Kesper · Petra Schaaf                          | Bułgaria Nadeżda Aleksiewa · Iwa Szkodrewa · Marija Manołowa · Cwetana Krastewa     |
| 1991 Lahti          | ZSRR Jelena Biełowa · Jelena Gołowina · Swietłana Paramygina · Swietłana Dawydowa                 | Bułgaria Marija Manołowa · Siłwana Błagoewa · Nadeżda Aleksiewa · Iwa Szkodrewa             | Norwegia Synnøve Thoresen · Signe Trosten · Hildegunn Fossen · Unni Kristiansen     |
| 1992 Nowosybirsk    | Niemcy Petra Bauer · Petra Schaaf · Uschi Disl · Inga Kesper                                      | WNP Jelena Biełowa · Inna Szeszkil · Anfisa Riezcowa · Swietłana Pieczorska                 | Czechosłowacja Gabriela Suvová · Eva Háková · Jana Kulhavá · Jiřina Adamičkova      |
| 1993 Borowec        | Francja Nathalie Beausire · Delphyne Heymann · Anne Briand · Corinne Niogret                      | Białoruś Natalja Piermiakowa · Natalja Syczowa · Natalja Ryżenkowa · Swietłana Paramygina   | Polska Zofia Kiełpińska · Krystyna Liberda · Anna Stera · Helena Mikołajczyk        |
| 1994 Canmore        | Białoruś Natalja Piermiakowa · Natalja Ryżenkowa · Iryna Kakujewa · Swietłana Paramygina          | Norwegia Ann-Elen Skjelbreid · Åse Idland · Annette Sikveland · Hildegunn Fossen            | Francja Emmanuelle Claret · Nathalie Beausire · Corinne Niogret · Véronique Claudel |
| 1995 Anterselva     | Norwegia Elin Kristiansen · Annette Sikveland · Gunn Margit Andreassen · Ann-Elen Skjelbreid      | Niemcy Kathi Schwaab · Simone Greiner-Petter-Memm · Uschi Disl · Petra Behle                | Francja Emmanuelle Claret · Véronique Claudel · Anne Briand · Corinne Niogret       |
| 1996 Ruhpolding     | Niemcy Katrin Apel · Simone Greiner-Petter-Memm · Uschi Disl · Petra Behle                        | Ukraina Nina Łemesz · Ołena Petrowa · Tetiana Wodopjanowa · Ołena Zubryłowa¹                | Francja Emmanuelle Claret · Anne Briand · Florence Baverel · Corinne Niogret        |
| 1997 Brezno-Osrblie | Norwegia Annette Sikveland · Ann-Elen Skjelbreid · Liv Grete Skjelbreid² · Gunn Margit Andreassen | Rosja Olga Romaśko · Anna Wołkowa · Nadieżda Tałanowa · Olga Mielnik                        | Ukraina Ołena Petrowa · Ołena Zubryłowa · Wałentyna Cerbe · Tetiana Wodopjanowa     |
| 1998 Hochfilzen     | Rosja Anna Wołkowa · Olga Romaśko · Swietłana Iszmuratowa · Albina Achatowa                       | Norwegia Hildegunn Fossen · Annette Sikveland · Ann-Elen Skjelbreid · Liv Grete Skjelbreid² | Finlandia Katja Holanti · Tiina Mikkola · Mari Lampinen · Sanna-Leena Perunka       |

(¹ Ołena Zubryłowa reprezentuje Białoruś od 2002)

(² Liv Grete Skjelbreid wyszła za mąż za Raphaëla Poirée w 2000)

## Sztafeta mieszana

### Sztafeta (2 × 6 km + 2 × 7,5 km)
Początek w 2005, mistrzostwa rozgrywano w Chanty-Mansyjsku. W 2005 i 2006 roku sztafetę rozgrywano na dystansie 4 x 6 km. Startują w sztafecie dwie zawodniczki i dwóch zawodników.
| Rok i miejsce        | Złoto                                                                                               | Srebro                                                                                              | Brąz                                                                                       |
| 2005 Chanty-Mansyjsk | Rosja Olga Pylowa · Swietłana Iszmuratowa · Iwan Czeriezow · Nikołaj Krugłow                        | Rosja II Anna Bogalij-Titowiec · Olga Zajcewa · Siergiej Czepikow · Siergiej Rożkow                 | Niemcy Uschi Disl · Kati Wilhelm · Michael Greis · Ricco Groß                              |
| 2006 Pokljuka        | Rosja II Anna Bogalij-Titowiec · Siergiej Czepikow · Irina Malgina · Nikołaj Krugłow                | Norwegia Linda Tjørhom · Halvard Hanevold · Tora Berger · Ole Einar Bjørndalen                      | Francja Florence Baverel-Robert · Vincent Defrasne · Sandrine Bailly · Raphaël Poirée      |
| 2007 Anterselva      | Szwecja Helena Jonsson · Anna Carin Zidek · Björn Ferry · Carl Johan Bergman                        | Francja Florence Baverel-Robert · Vincent Defrasne · Sandrine Bailly · Raphaël Poirée               | Norwegia Jori Mørkve · Emil Hegle Svendsen · Tora Berger · Frode Andresen                  |
| 2008 Östersund       | Niemcy Sabrina Buchholz · Magdalena Neuner · Andreas Birnbacher · Michael Greis                     | Białoruś Ludmiła Kalinczyk · Darja Domraczewa · Rustam Waliullin · Siarhiej Nowikau                 | Rosja Swietłana Slepcowa · Oksana Nieupokojewa · Nikołaj Krugłow · Dmitrij Jaroszenko      |
| 2009 Pjongczang      | Francja Marie-Laure Brunet · Sylvie Becaert · Vincent Defrasne · Simon Fourcade                     | Szwecja Helena Jonsson · Anna Carin Zidek · David Ekholm · Carl Johan Bergman                       | Niemcy Andrea Henkel · Simone Hauswald · Arnd Peiffer · Michael Greis                      |
| 2010 Chanty-Mansyjsk | Niemcy Simone Hauswald · Magdalena Neuner · Simon Schempp · Arnd Peiffer                            | Norwegia Ann Kristin Flatland · Tora Berger · Emil Hegle Svendsen · Ole Einar Bjørndalen            | Szwecja Helena Jonsson · Anna Carin Zidek · Björn Ferry · Carl Johan Bergman               |
| 2011 Chanty-Mansyjsk | Norwegia Tora Berger · Ann Kristin Flatland · Ole Einar Bjørndalen · Tarjei Bø                      | Niemcy Andrea Henkel · Magdalena Neuner · Arnd Peiffer · Michael Greis                              | Francja Marie-Laure Brunet · Marie Dorin · Alexis Bœuf · Martin Fourcade                   |
| 2012 Ruhpolding      | Norwegia Tora Berger · Synnøve Solemdal · Ole Einar Bjørndalen · Emil Hegle Svendsen                | Słowenia Andreja Mali · Teja Gregorin · Klemen Bauer · Jakov Fak¹                                   | Niemcy Andrea Henkel · Magdalena Neuner · Andreas Birnbacher · Arnd Peiffer                |
| 2013 Nové Město      | Norwegia Tora Berger · Synnøve Solemdal · Tarjei Bø · Emil Hegle Svendsen                           | Francja Marie-Laure Brunet · Marie Habert · Alexis Bœuf · Martin Fourcade                           | Czechy Veronika Vítková · Gabriela Soukalová · Jaroslav Soukup · Ondřej Moravec            |
| 2015 Kontiolahti     | Czechy Veronika Vítková · Gabriela Soukalová · Michal Šlesingr · Ondřej Moravec                     | Francja Anaïs Bescond · Marie Dorin Habert · Jean-Guillaume Béatrix · Martin Fourcade               | Norwegia Fanny Welle-Strand Horn · Tiril Eckhoff · Johannes Thingnes Bø · Tarjei Bø        |
| 2016 Oslo            | Francja Anaïs Bescond · Marie Dorin Habert · Quentin Fillon Maillet · Martin Fourcade               | Niemcy Franziska Preuß · Franziska Hildebrand · Arnd Peiffer · Simon Schempp                        | Norwegia Marte Olsbu · Tiril Eckhoff · Johannes Thingnes Bø · Tarjei Bø                    |
| 2017 Hochfilzen      | Niemcy Vanessa Hinz · Laura Dahlmeier · Arnd Peiffer · Simon Schempp                                | Francja Anaïs Chevalier · Marie Dorin Habert · Quentin Fillon Maillet · Martin Fourcade             | Rosja Olga Podczufarowa · Tatjana Akimowa · Aleksandr Łoginow · Anton Szypulin             |
| 2019 Östersund       | Norwegia Marte Olsbu Røiseland · Tiril Eckhoff · Johannes Thingnes Bø · Vetle Sjåstad Christiansen  | Niemcy Vanessa Hinz · Denise Herrmann · Arnd Peiffer · Benedikt Doll                                | Włochy Lisa Vittozzi · Dorothea Wierer · Lukas Hofer · Dominik Windisch                    |
| 2020 Anterselva      | Norwegia Marte Olsbu Røiseland · Tiril Eckhoff · Tarjei Bø · Johannes Thingnes Bø                   | Włochy Lisa Vittozzi · Dorothea Wierer · Lukas Hofer · Dominik Windisch                             | Czechy Eva Kristejn Puskarčíková · Markéta Davidová · Ondřej Moravec · Michal Krčmář       |
| 2021 Pokljuka        | Norwegia Tiril Eckhoff · Marte Olsbu Røiseland · Sturla Lægreid · Johannes Thingnes Bø              | Austria Dunja Zdouc · Lisa Hauser · David Komatz · Simon Eder                                       | Szwecja Linn Persson · Hanna Öberg · Sebastian Samuelsson · Martin Ponsiluoma              |
| 2023 Oberhof         | Norwegia Ingrid Landmark Tandrevold · Marte Olsbu Røiseland · Sturla Lægreid · Johannes Thingnes Bø | Włochy Lisa Vittozzi · Dorothea Wierer · Didier Bionaz · Tommaso Giacomel                           | Francja Julia Simon · Anaïs Chevalier-Bouchet · Émilien Jacquelin · Quentin Fillon Maillet |
| 2024 Nové Město      | Francja Éric Perrot · Quentin Fillon Maillet · Justine Braisaz-Bouchet · Julia Simon                | Norwegia Tarjei Bø · Johannes Thingnes Bø · Karoline Offigstad Knotten · Ingrid Landmark Tandrevold | Szwecja Sebastian Samuelsson · Martin Ponsiluoma · Hanna Öberg · Elvira Öberg              |
| 2025 Lenzerheide     | Francja Éric Perrot · Émilien Jacquelin · Lou Jeanmonnot · Julia Simon                              | Czechy Jessica Jislová · Tereza Voborníková · Vítězslav Hornig · Michal Krčmář                      | Niemcy Selina Grotian · Franziska Preuß · Philipp Nawrath · Justus Strelow                 |

(¹ Jakov Fak od listopada 2010 reprezentuje Słowenię)

### Sztafeta pojedyncza (6 km + 7,5 km)
Po raz pierwszy rozegrano w 2019 roku podczas mistrzostw świata w Östersund. W biegu bierze udział jedna kobieta, która w sumie przebiega 6 km i jeden mężczyzna, który w sumie biegnie 7,5 km.
| Rok i miejsce    | Złoto                                                 | Srebro                                                | Brąz                                                       |
| 2019 Östersund   | Norwegia Marte Olsbu Røiseland · Johannes Thingnes Bø | Włochy Dorothea Wierer · Lukas Hofer                  | Szwecja Hanna Öberg · Sebastian Samuelsson                 |
| 2020 Anterselva  | Norwegia Marte Olsbu Røiseland · Johannes Thingnes Bø | Niemcy Franziska Preuß · Erik Lesser                  | Francja Anaïs Bescond · Émilien Jacquelin                  |
| 2021 Pokljuka    | Francja Julia Simon · Antonin Guigonnat               | Norwegia Tiril Eckhoff · Johannes Thingnes Bø         | Szwecja Hanna Öberg · Sebastian Samuelsson                 |
| 2023 Oberhof     | Norwegia Marte Olsbu Røiseland · Johannes Thingnes Bø | Austria Lisa Hauser · David Komatz                    | Włochy Lisa Vittozzi · Tommaso Giacomel                    |
| 2024 Nové Město  | Francja Lou Jeanmonnot · Quentin Fillon Maillet       | Włochy Lisa Vittozzi · Tommaso Giacomel               | Norwegia Ingrid Landmark Tandrevold · Johannes Thingnes Bø |
| 2025 Lenzerheide | Francja Julia Simon · Quentin Fillon Maillet          | Norwegia Ragnhild Femsteinevik · Johannes Thingnes Bø | Niemcy Franziska Preuß · Justus Strelow                    |

## Klasyfikacja medalowa mistrzostw świata
Stan po MŚ 2023
| Miejsce | Państwo           | Gold | Silver | Bronze | Razem |
| ------- | ----------------- | ---- | ------ | ------ | ----- |
| 1.      | Norwegia          | 86   | 74     | 64     | 224   |
| 2.      | Rosja¹            | 72   | 69     | 50     | 191   |
| 3.      | Niemcy²           | 63   | 55     | 42     | 160   |
| 4.      | Francja           | 36   | 35     | 40     | 111   |
| 5.      | NRD               | 19   | 13     | 10     | 42    |
| 6.      | Szwecja           | 17   | 18     | 30     | 65    |
| 7.      | Włochy            | 11   | 9      | 12     | 32    |
| 8.      | Finlandia         | 10   | 10     | 15     | 35    |
| 9.      | Ukraina           | 6    | 10     | 21     | 37    |
| 10.     | Białoruś          | 5    | 9      | 13     | 27    |
| 11.     | Czechy³           | 5    | 5      | 12     | 22    |
| 12.     | Austria           | 3    | 8      | 11     | 22    |
| 13.     | Stany Zjednoczone | 2    | 3      | 1      | 6     |
| 14.     | Polska            | 1    | 5      | 6      | 12    |
| 15.     | Słowacja          | 1    | 2      | 1      | 4     |
| 15.     | Słowenia          | 1    | 2      | 1      | 4     |
| 17.     | Kanada            | 1    | 1      | 1      | 3     |
| 18.     | Bułgaria          | –    | 4      | 4      | 8     |
| 19.     | Chiny             | –    | 3      | –      | 3     |
| 20.     | Rumunia           | –    | 1      | –      | 1     |
| 21.     | Łotwa             | –    | –      | 2      | 2     |
| 22.     | Chorwacja         | –    | –      | 1      | 1     |
| 22.     | Estonia           | –    | –      | 1      | 1     |

(¹ do 1991 roku jako  ZSRR, w 1992 roku jako  Wspólnota Niepodległych Państw)

(² do 1990 roku jako  RFN)

(³ do 1992 roku jako  Czechosłowacja)